# Academia de Ingenieros de Guadalajara
La Academia de Ingenieros del Ejército fue una institución de formación militar del Ejército de España con una amplia tradición tecnológica y científica que permaneció en Guadalajara desde 1833 hasta su traslado a Segovia en 1932 como parte de su fusión con la Academia de Artilleros.
La sede de la Academia de Ingenieros en Guadalajara estuvo ubicada en el palacio de Montesclaros, al oeste de la ciudad, hasta que en 1924 fue destruido por un incendio fortuito que acabó con parte de sus dependencias y con una importante colección de modelos, documentos, libros y obras de arte. Desde entonces, y hasta su traslado definitivo, continuó sus actividades en los edificios anexos al palacio que hoy constituyen el Archivo General Militar de Guadalajara y en el palacio de Antonio de Mendoza.
En las aulas de la Academia de Ingenieros de Guadalajara completaron su formación 115 promociones, integradas por un total de 2213 oficiales ingenieros, algunos de ellos máximos responsables del nacimiento y desarrollo de la Aeronáutica Militar Española. Por sus aulas pasaron, como profesores o alumnos, importantes personajes, unos por su trayectoria castrense, otros por su aportación al avance de la ingeniería y la técnica, como Mariano Barberán, Félix Arenas, Eduardo Barrón, José Cubillo Fluiters, Alejandro Goicoechea, Emilio Herrera Linares, Alfredo Kindelán, José Ortiz Echagüe o Pedro Vives Vich.

## Historia

### Orígenes
La Academia de Ingenieros del Ejército abría sus puertas el 1 de septiembre de 1803 en el antiguo colegio de Basilios de Alcalá de Henares. Era una de las principales aspiraciones planificadas dentro de las reformas promovidas en el Cuerpo por su Ingeniero General, José Urrutia de las Casas, y aprobadas por Carlos IV.
El programa de la nueva Academia se concretaba en cuatro cursos anuales: uno preparatorio y tres específicos. En primer curso se impartían las materias de Álgebra, Cálculo diferencial e integral, Hidrodinámica y Fortificación. En segundo curso, Artillería, Minas, Ataque y defensa de plazas, Castramentación y Estrategia. Y en tercer curso, Óptica, Perspectiva, Trigonometría esférica, Geografía, Astronomía, Topografía y Arquitectura civil. Además el horario de formación se complementaba con clases de dibujo y las propias de instrucción de armas y prácticas.
Con el comienzo de la llamada Guerra de la Independencia, profesores y alumnos de la Academia abandonaron Alcalá, creándose una provisional en Cádiz desde 1811 hasta 1814, año en que se reimplantó en Alcalá de Henares. En 1820, se sumaron a la causa liberal y en 1823, ante la amenaza de las tropas del duque de Angulema, se trasladaron a Granada y, posteriormente, ante el acoso de las tropas de los Cien Mil Hijos de San Luis, a Málaga. Ante esta situación, el 27 de septiembre de 1823, una Orden de la Regencia declaraba disuelta la Academia de Ingenieros Militares. Al año siguiente, el 23 de abril de 1824, el Fernando VII dictaba otra Orden por la que se creaba el Colegio General Militar en Segovia en lugar de la Academia suprimida.
En 1826, Ambrosio de la Cuadra, ingeniero general, lograba la promulgación de una Real Orden, con fecha de 20 de agosto, por la que se abría nuevamente la Academia de Ingenieros, esta vez en Madrid. Después, hasta 1833, la sede rotaría por las localidades de Ávila, Talavera de la Reina y Arévalo.

### La Academia en Guadalajara
La Academia de Ingenieros sería instalada definitivamente en Guadalajara por Real Orden de 13 de septiembre de 1833. Allí, los Ingenieros Militares ocuparían las dependencias de la clausurada Real Fábrica de Paños, en el palacio de Montesclaros. Unas instalaciones diáfanas y suficientes en las que desarrollar con comodidad y amplitud toda su actividad docente y administrativa. Además, contaba con una considerable superficie abierta en el barranco del Coquín para actividades complementarias. El palacio de Montesclaros era un complejo vetusto, resultado de varias ampliaciones y reformas, cuyo último episodio correspondió, en 1778, a un programa de renovación y ampliación bajo la dirección del arquitecto Diego García.
Entre 1837 y 1839, y debido a la inseguridad generada por la Primera Guerra Carlista, la institución docente trasladó sus aulas a Madrid. De regreso a Guadalajara, en 1839, se aprobó un nuevo Reglamento.
El período comprendido entre 1843 y 1860 fue el más fecundo de la Academia de Ingenieros de Guadalajara, el que corresponde con los años en que Antonio Remón y Zarco del Valle ocupó el cargo de Ingeniero General. Entonces fueron muy frecuentes las comisiones de profesores, que se trasladaban a similares centros de formación de países amigos para contrastar sus opiniones con las de sus colegas, e incorporar al programa docente nuevas teorías, últimas ediciones e instrumental de precisión.

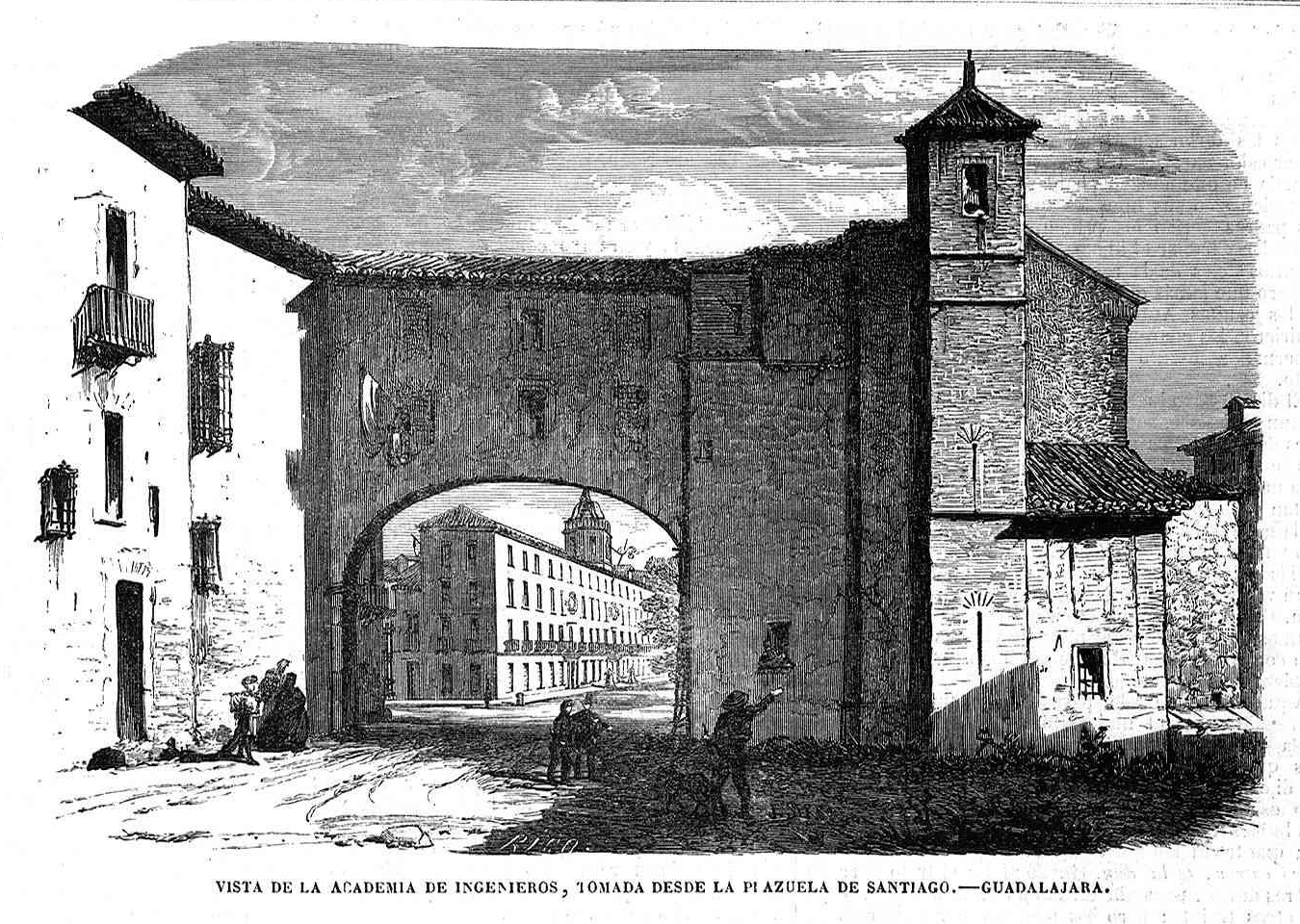
Vista de la Academia de Ingenieros tomada desde la plazuela de Santiago (El Museo Universal, 1864)

Pero también durante esos años hubo momentos de incertidumbre cuando, por la ciudad, se sembraba la duda sobre la continuidad de este instituto castrense en Guadalajara. Fue en 1864 cuando, ante los signos evidentes de deterioro que mostraban algunas partes del reconstruido palacio de Montesclaros, se formalizó una comisión para estudiar en profundidad el alcance de las patologías. Fue tal el resultado de la investigación que ese mismo año se propusieron proyectos para una nueva Academia en Guadalajara, pero también en Madrid y en Zaragoza. Ante la posible pérdida de esa institución, el Ayuntamiento de Guadalajara emprendió una campaña hasta lograr, el 28 de mayo de 1867, una Real Orden que aseguraba la continuidad del centro en la ciudad. Las obras diseñadas por el oficial de ingenieros Juan Puyol se prolongaron desde el 14 de noviembre de 1867 hasta el 24 de diciembre de 1869. Entre tanto, los alumnos siguieron su formación en el inmediato cuartel de San Carlos. Para la financiación de este proyecto, la Diputación Provincial de Guadalajara y el Ayuntamiento tuvieron que realizar un importante esfuerzo económico, aportando gran parte del presupuesto de la obra: 110 000 escudos.

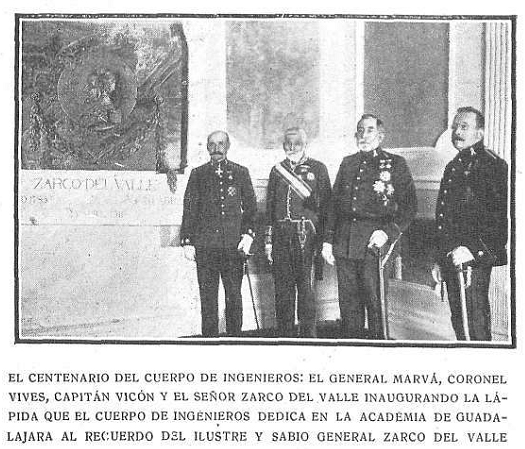
Centenario del Cuerpo de Ingenieros, homenaje a Zarco del Valle, 1900.

Nuevamente en 1879 se afrontó el proyecto de renovación de las construcciones del siglo XVIII que coronaban el barranco del Coquín –en parte sostenidas por los paredones de la antigua muralla medieval–. El comandante de ingenieros Federico Vázquez Landa planteó la obra como una fortificación medieval, proyectando, de una parte, un pabellón siguiendo el modelo de la arquitectura de los palacios pontificios de Aviñón, y, de otra, reconstruyendo una cortina de la muralla de la ciudad con ciertas licencias mudéjares.

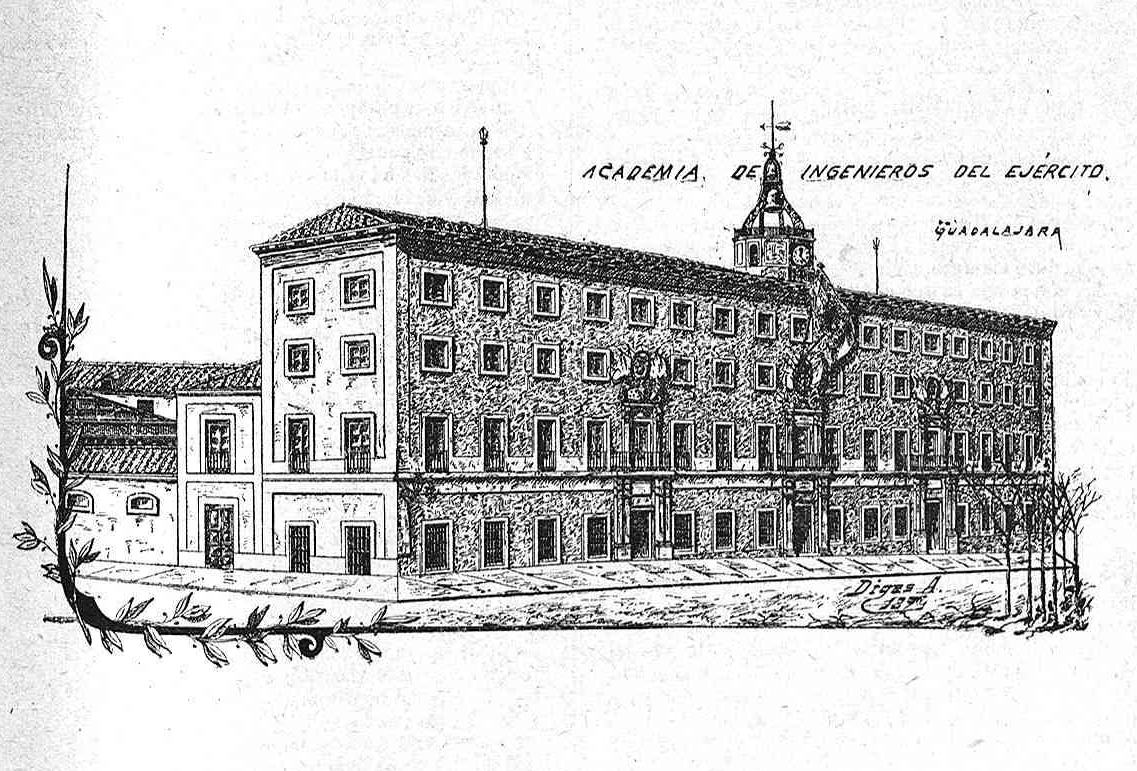
Vista de la Academia de Ingenieros en una ilustración publicada en la revista Flores y Abejas (1895)

En 1888 la Academia acrecentaría sus dotaciones con la construcción de un picadero, aún hoy en pie, según diseño realizado en 1881 por el entonces capitán José Marvá y Mayer.
En 1905 volvieron a programarse obras de renovación, esta vez teniendo por objeto la fachada principal. Entonces se propuso la eliminación de la entreplanta bajo cubierta para lograr dependencias de mayor altura y un diseño más armónico en el muro de cerramiento, ahora con ventanas de proporción vertical. Para ello, el capitán Ramón Valcárcel López-Espila optó por recurrir a planteamientos de gusto historicista de tendencia clásica alternando dinteles de dispar trazado, sillares fingidos, pilastras de orden gigante, balaustradas y erigiendo una nueva torre de mayor proporción.
Las obras, finalizadas en 1909, dotaron a la sede de la Academia, en el antiguo palacio de Montesclaros, de una nueva fisonomía que rivalizaba con la de las sedes de las principales instituciones civiles de Guadalajara y con los elaborados diseños que el arquitecto Ricardo Velázquez Bosco realizaba para las empresas de la duquesa de Sevillano.

## Incendio y traslado
La noche del 9 de febrero de 1924 un violento incendio destruía casi por completo el palacio de Montesclaros, salvándose el picadero y los pabellones ubicados en la cornisa del barranco del Coquín.
Durante el siniestro se perdieron los gabinetes de Construcción, Química, Mineralogía, Fotografía y Física, y su contenido: aparatos de precisión y medida, piezas y modelos únicos, colecciones de minerales y fósiles, el archivo histórico de la institución, etc. Además, fueron pasto de las llamas otros dos importantes fondos patrimoniales: el salón del Trono, donde se exponía una completísima colección de retratos de Ingenieros Militares, y la biblioteca, que contaba una colección de más de 28 000 volúmenes, incluidos decenas de incunables procedentes de los fondos de la histórica Academia de Matemáticas de Barcelona.
Al día siguiente se personó en el lugar del siniestro el presidente del Consejo de Ministros, Miguel Primo de Rivera, y otros miembros del Gobierno del Directorio Militar, y el lunes, a la una de la tarde, llegó el rey Alfonso XIII quien: “…mostró su aflicción por tan enorme desastre, prometiendo al alcalde que el edificio incendiado se construirá de nuevo…”. En este sentido, Ernesto Villar Peralta redactó y presentó el proyecto de reconstrucción con fecha 10 de abril de ese año. No obstante, las obras se limitaron a ciertas ampliaciones sobre de la huerta, repartiéndose algunas aulas por dependencias del palacio de Antonio de Mendoza, entonces sede de la Diputación provincial e Instituto de Enseñanza Media.
En 1928 una nueva Orden volvía a reorganizar la enseñanza militar, obligando a aquellos que querían formarse como Ingenieros a repartir sus años de estudios entre Zaragoza y Guadalajara. Una vez proclamada la II República, en Orden de 4 de julio de 1931, se decretó la supresión de la Academia General y la integración de la Academia de Ingenieros en la de Artillería con sede en Segovia, adonde fue trasladada.
Finalizada la Guerra Civil Española, el Ayuntamiento de Guadalajara gestionó, sin éxito, ante los responsables de la dictadura militar la reinstalación de la Academia de Ingenieros en esta ciudad. Finalmente, esta institución docente se ubicó en Burgos y fue trasladada definitivamente a Hoyo de Manzanares en 1968. En cambio, en las instalaciones de la Fundación de San Diego de Alcalá de Guadalajara se domicilió la Academia de Infantería, entretanto se reconstruían sus instalaciones en Toledo.